# Salohalli
Il Salohalli è un'arena coperta di Salo.

## Storia e descrizione
Il Salohalli è stato inaugurato nel 1998 e realizzato dall'architetto Jukka Siren: il suo principale uso è quello sportivo, ma vengono anche svolti eventi musicali; al suo interno sono presenti una palestra, una sala d'atletica leggera, una pista da bowling, oltre che un ristorante.
Nel Salohalli vengono disputate le partite casalinghe della squadra di pallavolo femminile del LP Viesti Salo e quella di pallacanestro maschile del Vilpas Vikings; ha inoltre ospitato una partita di Coppa Davis 2009, tra la Finlandia e Cipro.